# ویتکوویتسه (ناحیه سمیلی)
ویتکوویتسه (به چکی: Vítkovice) یک منطقهٔ مسکونی در جمهوری چک است که در ناحیه سمیلی واقع شده‌است.